# ویادیکولام
ویادیکولام (به لاتین: Viyaddikkulam) یک منطقهٔ مسکونی در سری‌لانکا است که در استان شمالی (سری‌لانکا) واقع شده‌است.